# Mos Eisley

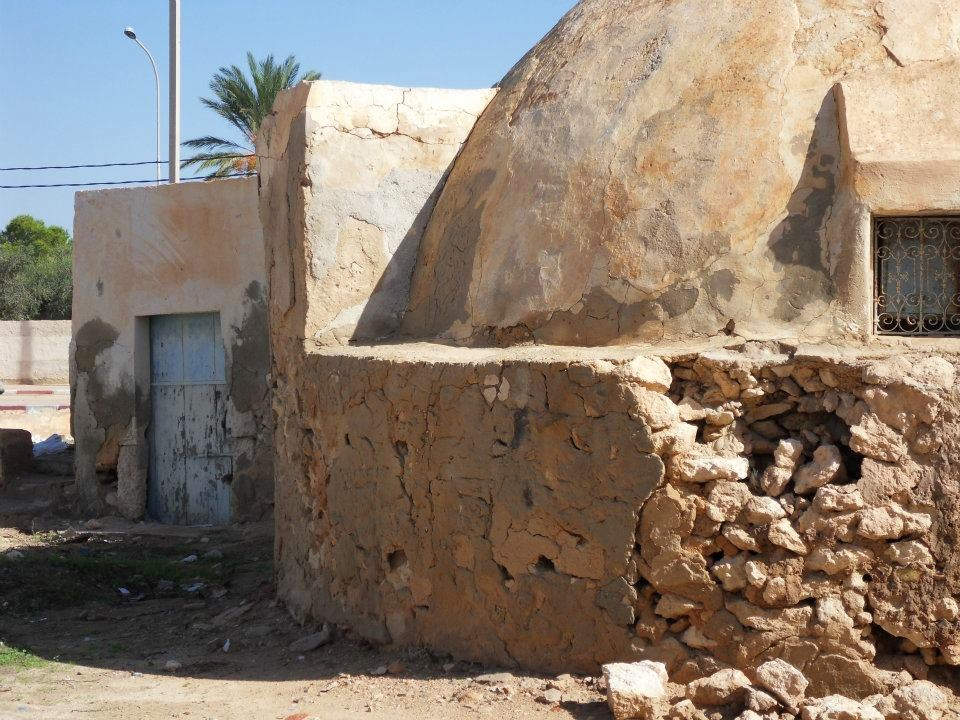
De Mos Eisleylocatie in Djerba

Mos Eisley is een fictieve ruimtehaven op de planeet Tatooine uit het Star Wars universum. De stad is vooral bekend van de film Star Wars: Episode IV: A New Hope uit 1977.
Mos Eisley is een cirkelvormige stad met lage gebouwen zonder veel opsmuk, vervaardigd uit steen, beton en kunststoffen. Een groot gedeelte van de bebouwing is ondergronds, waardoor de stad kleiner lijkt dan ze in werkelijkheid is. Mos Eisley heeft zo'n 50.000 inwoners en is vrijwel geheel op de intergalactische handel gericht. De bij ruimtevaarders en handelaars geliefde Mos Eisley Cantina is een van de oudere gebouwen van de stad.
De stad heeft vele Docking Bays; lanceer- en stallingsgebouwen voor ruimteschepen. De bekendste hiervan is Docking Bay 94, van waaruit Luke Skywalker en Obi-Wan Kenobi met het ruimteschip de Millennium Falcon van Han Solo en Chewbacca naar Alderaan vertrokken, wat in feite het begin was van Luke Skywalkers strijd tegen het Galactische Keizerrijk en de terugkeer van de Jedi-ridderorde.

## Filmlocatie
- De buitenopnames van Mos Eisley werden gefilmd in het Tunesische Djerba, behalve de eerste scene, waarbij de stad van veraf te zien is: deze werd gefilmd in het Amerikaanse Death Valley, vanaf Dante's Peak.